# Dmitrij Jefriemow
Dmitrij Wasiljewicz Jefriemow (ros. Дмитрий Васильевич Ефремов, ur. 20 października?/2 listopada 1900 w Petersburgu, zm. 27 listopada 1960 w Moskwie) – radziecki polityk, minister przemysłu elektrycznego ZSRR (1951–1953).
W latach 1921–1924 studiował w Piotrogrodzkim Instytucie Politechnicznym, 1924-1938 inżynier projektant, kierownik laboratorium elektromechanicznego, kierownik biura badawczego i szef wydziału technicznego fabryki „Elektrosiła” im. Kirowa w Leningradzie, od 1933 profesor. W lutym 1938 aresztowany, w lipcu 1941 zwolniony, od lipca 1941 do maja 1947 główny inżynier i zastępca dyrektora fabryki „Elektrosiła” w Leningradzie, kierownik katedry Leningradzkiego Instytutu Politechnicznego, od 1943 w WKP(b), 1945–1956 szef specjalnego biura konstruktorskiego, równocześnie od maja 1947 do kwietnia 1948 zastępca ministra, od kwietnia 1947 do 2 kwietnia 1951 I zastępca ministra, a od 2 kwietnia 1951 do 5 marca 1953 minister przemysłu elektrycznego ZSRR. Od 14 października 1952 do 14 lutego 1956 zastępca członka KC KPZR, od marca 1953 do kwietnia 1954 I zastępca ministra elektrowni i przemysłu elektrycznego ZSRR, od kwietnia 1954 do 1956 zastępca przewodniczącego Biura Rady Ministrów ZSRR ds. Energetyki, Przemysłu Chemicznego i Leśnego, od 1956 do maja 1957 zastępca szefa Głównego Zarządu ds. Wykorzystywania Energii Atomowej przy Radzie Ministrów ZSRR, następnie na emeryturze. Pochowany na Cmentarzu Nowodziewiczym.

## Odznaczenia i nagrody
- Order Lenina (dwukrotnie)
- Order Czerwonego Sztandaru Pracy
- Order „Znak Honoru”
- Nagroda Stalinowska (czterokrotnie – 1946, 1948, 1952 i 1953)
- Nagroda Leninowska (1959)